# Zajd ar-Rifa’i
Zajd Sameer ar-Rifa’i (arab. زيد الرفاعي, ur. 27 listopada 1936 w Ammanie, zm. 12 sierpnia 2024) – jordański polityk. Premier Jordanii w latach 1973–1976 oraz 1985–1989.
Ukończył Victoria College w Kairze, Uniwersytet Harvarda` i Uniwersytet Stanowy w Kolumbii (Stany Zjednoczone). Pracował w dyplomacji: w ambasadzie Jordanii w Egipcie (1957), następnie w Libanie (1958), był członkiem stałego przedstawicielstwa Jordanii przy ONZ (1959–1960), pracownikiem ambasady w Londynie (1961–1963), szefem departamentu politycznego w Ministerstwie Spraw Zagranicznych (1963–1965), szefem protokołu królewskiego (1965–1968), sekretarzem generalnym dworu królewskiego (1969–1970). W latach 1970–1973 był ambasadorem w Londynie. Od maja 1973 do sierpnia 1979 premier i minister obrony. W latach 1976–1985 doradca króla Husajna I. 4 kwietnia 1985 zostaje ponownie mianowany przez króla premierem i ministrem obrony. Urząd premiera piastował do 27 kwietnia 1989.